# Hustle & Flow
Hustle & Flow (bra: Ritmo de um Sonho) é um filme estadunidense de 2005 do gênero drama musical, dirigido por Craig Brewer.
Conta a história de um cafetão que quer virar rapper, ganhador do Óscar de Melhor Canção Original.

## Sinopse
O rapper e cafetão DJay (Terrence Howard) trabalha duro para conseguir o que quer e sempre consegue a ajuda dos seus amigos do bairro. Quando ele fica sabendo que o astro do rap Skinny Black (Ludacris) está de viagem marcada para sua cidade natal, DJay faz de tudo para mostrar uma fita demo ao artista a fim de uma chance no show business.

## Elenco
- Terrence Howard como DJay
- Anthony Anderson como Key
- Taryn Manning como Nola
- Taraji P. Henson como Shug
- DJ Qualls como Shelby
- Paula Jai Parker como Lexus
- Elise Neal como Yevette
- Isaac Hayes como Arnel
- Ludacris como Skinny Black
- Jordan Houston como Tigga
- Haystak como Mickey
- Claude Phillips como Harold
- Josey Scott como Elroy

## Recepção

### Crítica
O filme teve recepção geralmente favorável por parte da crítica especializada. Obteve 82% de aprovação no Rotten Tomatoes, que se baseou em 37 resenhas, e uma média ponderada de 8.2/10.

## Prêmios e nomeações
- Ganhou o Óscar de Melhor Canção Original com a música "It's Hard out Here for a Pimp" composta pela dupla Juice J e DJ Paul do grupo Three Six Mafia, também concorreu na categoria melhor ator (Terrence Howard).
- Recebeu uma indicação ao Globo de Ouro de Melhor Ator - Drama (Terrence Howard).
- Recebeu uma indicação ao Independent Spirit Awards de Melhor Ator (Terrence Howard).
- Ganhou os prêmios de Melhor Filme - Voto Popular e Melhor Fotografia, no Sundance Film Festival.
- Recebeu 3 indicações ao MTV Movie Awards, nas categorias de Melhor Performance (Terrence Howard), Melhor Revelação (Taraji Henson) e Melhor Beijo (Terrence Howard e Taraji Henson).

## Trilha sonora
A trilha sonora é composta 100% por Dirty South (Rappers do Sul dos Estados Unidos {Cidades principais: Atlanta, Houston, Memphis, Miami & Alabama).
A 1ª Single é I'm A King (remix) do T.I., a 2ª é Bad Bitch (remix) do Webbie.

### Faixas
| #   | Título                                     | Artista                                          |
| --- | ------------------------------------------ | ------------------------------------------------ |
| 1.  | "I'm A King (Remix)"                       | P$C feat. T.I. & Lil Scrappy                     |
| 2.  | "Swerve"                                   | Webbie & Lil Boosie                              |
| 3.  | "Microphone (skit)"                        | Terrence Howard                                  |
| 4.  | "It's Hard Out Here for a Pimp"            | Terrence Howard feat. Taraji P. Henson           |
| 5.  | "Tell Me Why"                              | 8 Ball & MJG                                     |
| 6.  | "Pussy Niggaz"                             | E-40                                             |
| 7.  | "Whoop That Trick"                         | Terrence Howard                                  |
| 8.  | "Bum Guy (skit)"                           | Terrence Howard                                  |
| 9.  | "Man Up"                                   | Trillville                                       |
| 10. | "Carbon 15's, A.K.'s & Mac 11's"           | Boyz N Da Hood                                   |
| 11. | "Lil' Daddy"                               | Young City formerly Chopper from Making The Band |
| 12. | "Let's Get A Room"                         | Nasty Nardo                                      |
| 13. | "Booty Language"                           | UTP                                              |
| 14. | "Bad Bitch Remix"                          | Webbie feat. Trina                               |
| 15. | "We In Charge (skit)"                      | Nola                                             |
| 16. | "Hustle And Flow (It Ain't Over)"          | Terrence Howard                                  |
| 17. | "Still Tippin' (It's A Man's World Remix)" | Mike Jones                                       |
| 18. | "Murder Game"                              | P$C                                              |
| 19. | "Get Crunk, Get Buck"                      | Al Kapone                                        |
| 20. | "Man Ain't Like A Dog (skit)"              | Terrence Howard                                  |